# Barbesteijn (1783)
La East Indiaman Barbesteijn era una nave mercantile olandese,  andata persa per naufragio nel 1792.

## Storia
La East Indiaman Barbesteijn fu costruita nel cantiere navale di Amsterdam nel 1783, per la locale Camera della Compagnia olandese delle Indie orientali.
Il 12 dicembre 1784 la  Barbesteijn salpò da Texel, per conto della camera di Amsterdam, per Batavia al comando del capitano Dirk Cornelis Plokker, sostando al Capo di Buona Speranza tra il 30 marzo e il 29 aprile 1785, giungendo a destinazione il 10 luglio dello stesso anno. La nave proseguì poi per Canton, in Cina, il 10 agosto.
La nave intraprese il viaggio di ritorno da Canton per conto della camera di Zelanda il 1 dicembre 1785,  sostando al Capo di Buona Speranza tra i 21 aprile e il l'11 maggio 1786, e arrivando a Rammekens il 20 agosto dello stesso anno.
Il 21 novembre 1786, per conto della camera di Zelanda, la nave salpò da Rammekens al comando del capitano Cornelis van Vlaanderen, sostò al Capo di Buona Speranza tra il 21 aprile e il 19 maggio e arrivò a Batavia l'8 agosto 1787, proseguendo poi per Canton. Dal 28 novembre al 7 gennaio 1787 la nave si trovò a Duins a causa di un ammutinamento dell'equipaggio.   La Barbesteijn intraprese il viaggio di ritorno da Canton per conto della camera di Zelanda il 1 marzo 1788, sostò al Capo di Buona Speranza  tra il 14 agosto e il 9 settembre e arrivò a Rammekens il 31 marzo 1789.
La Barbesteijn, per conto della camera di Zelanda, salpò da Rammekens il 12 maggio 1790, al comando del capitano Johan Koenraad Knot, sostò a Capo di Buona Speranza tra il 1 al 20 settembre, arrivando a Batavia il 7 dicembre dello stesso anno. Il viaggio di ritorno, per conto della camera di Zelanda, venne intrapreso da Batavia il 28 febbraio 1792, con meta Veergan. Sulla rotta per il Capo di Buona Speranza la nave fece naufragio ed affondò.

### Fonti
1. 1 2 3 4 5 6 7 8 9 10 11  De VOC site.
2. 1 2 3  Wrecksite.